# Liolaemus gracilis
Espèce
Synonymes
- Proctotretus gracilis Bell, 1843

Statut de conservation UICN

 LC  : Préoccupation mineure
Liolaemus gracilis est une espèce de sauriens de la famille des Liolaemidae.

## Répartition
Cette espèce est endémique d'Argentine. Elle se rencontre dans les provinces de Catamarca, de Chubut, de La Rioja, de San Luis et de Río Negro.

## Description
C'est un saurien ovipare.

## Étymologie
Son nom d'espèce, du latin gracilis, « fin », lui a été donné en référence à sa morphologie.

## Publication originale
- Bell, 1843 : The Zoology of the Voyage of H.M.S. Beagle Under the Command of Captain Fitzroy, R.N., during the Years 1832 to 1836, vol. 5, p. 1-51 (texte intégral).